# Fernand Djoumessi
Fernand Djoumessi Temfack (Dschang, 5 settembre 1989) è un ex altista camerunese.

## Record nazionali

### Seniores
- Salto in alto: 2,28 m ( Bühl, 19 giugno 2014)
- Salto in alto indoor: 2,25 m ( Bordeaux, 23 febbraio 2014)

## Palmarès
| Anno | Manifestazione                    | Sede        | Evento        | Risultato | Prestazione | Note |
| ---- | --------------------------------- | ----------- | ------------- | --------- | ----------- | ---- |
| 2010 | Campionati africani               | Nairobi     | Salto in alto | Bronzo    | 2,15 m      |      |
| 2011 | Giochi panafricani                | Maputo      | Salto in alto | 4º        | 2,15 m      |      |
| 2013 | Giochi della Francofonia          | Nizza       | Salto in alto | 4º        | 2,20 m      |      |
| 2014 | Giochi del Commonwealth           | Glasgow     | Salto in alto | 7º        | 2,21 m      |      |
| 2014 | Campionati africani               | Marrakech   | Salto in alto | Argento   | 2,25 m      |      |
| 2015 | Giochi panafricani                | Brazzaville | Salto in alto | 8º        | 2,10 m      |      |
| 2016 | Campionati africani               | Durban      | Salto in alto | Bronzo    | 2,15 m      |      |
| 2017 | Giochi della solidarietà islamica | Baku        | Salto in alto | 7º        | 2,05 m      |      |
| 2017 | Giochi della Francofonia          | Abidjan     | Salto in alto | Argento   | 2,18 m      |      |

## Altre competizioni internazionali
2014
- 7º in Coppa continentale ( Marrakech), salto in alto - 2,23 m